# Chimonobambusa convoluta
Chimonobambusa convoluta là một loài thực vật có hoa trong họ Hòa thảo. Loài này được Q.H.Dai & X.L.Tao mô tả khoa học đầu tiên năm 1982.